# Савинова (Свердловская область)
Са́винова (бывш. Больша́я Бессо́нова) — деревня в Новолялинском городском округе Свердловской области России.

## Географическое положение
Деревня Савинова расположена в 16 километрах (по дороге в 17 километрах) к западу от города Новой Ляли, на правом берегу реки Ляли (левого притока реки Сосьвы). Через деревню проходит автодорога Новая Ляля — Павда. 

## История деревни
Деревня Бессонова была основана на Бабиновской дороге. 
А уже в 1659 году верхотурским стрельцом Василием Сергеевым сыном Таскиным на сенные покосы на реке Ляле и Яковом Бессоновым сыном Гавриловым с братьями оформлена с ясачным вогулом Лялинской волости Корой Борисковым «за десять рублей денег» закладная кабала на «гаревое место с причистями на реке Ляли».
Пермский краевед Н. К. Чупин отмечал, что в XIX веке за деревней Бессоновой, расположенной в 35 верстах к северо-западу от Верхотурья, находилась паромная переправа через реку Лялю, которая тут шириной до 35 сажен. Вблизи деревни, выше по Ляле, находилась деревня Злыгостева, а еще повыше села Караульное, или Лялинское, и место бывшего Лялинского медеплавильного завода. Дорога от Верхотурья до села Лялинского составляет часть бывшего большого Сибирского тракта, проходившего из Соликамска на Верхотурье (Бабиновская дорога).

## Савиновская школа
Школа располагается в здании, которому более 100 лет. В школе в настоящий момент проходят обучение 50 школьников и 30 дошкольников.

## Население
| 2002 | 2010 | 2021 |
| ---- | ---- | ---- |
| 339  | ↘292 | ↘152 |